# Родна улога
Полна и родна улога је у социјалним и хуманистичким наукама сет норми понашања који се односи на мушкарце и жене у датој социјалној групи или систему. Систем родних и полних улога варира од друштва до друштва, али и правила везана за улоге се мењају током времена.
Родна улога је сет друштвених норми који одређује који обрасци понашања се сматрају одговарајућим, прихватљивим и уопште пожељним за неку особу, а сходно њеном биолошки одређеном полу. Ови су обрасци понашања организовани на традиционално супротним концепцијама мужевности и женствености. Социјализација рода представља процес усвајања, односно учења родних улога помоћу социјалних чиниоца. Систем родних улога једним делом различит је од друштва до друштва, али се и правила везана за улоге мењају током времена. И даље траје дебата да ли је родна улога биолошки одређена или је само резултат друштвеног утицаја.